# Brécy-Brières
 Brécy-Brières  es una población y comuna francesa, en la región de Champaña-Ardenas, departamento de Ardenas, en el distrito de Vouziers y Cantón de Monthois.
Está integrada en la Communauté de communes de l'Argonne Ardennaise.

## Demografía
| 239 | 200 | 234 | 197 | 375 | 348 | 365 | 350 | lac. | lac. | 330 | 318 | 327 | 293 | 281 | 290 | 291 | 286 | 266 | 240 | 226 | 208 | 196 | 179 | 139 | 140 | 146 | 109 | 93 | 84 | 73 | 84 | 92 | 92 |
| Para los censos de 1962 a 1999 la población legal corresponde a la población sin duplicidades (Fuente: INSEE [Consultar]) |     |     |     |     |     |     |     |      |      |     |     |     |     |     |     |     |     |     |     |     |     |     |     |     |     |     |     |    |    |    |    |    |    |